# Дементовка
Дементовка (укр. Дементівка) — село, относится к Захарьевскому району Одесской области Украины.
Население по переписи 2001 года составляло 93 человека. Почтовый индекс — 66710. Телефонный код — 4860. Занимает площадь 0,25 км².

## Местный совет
66710, Одесская обл., Захарьевский р-н, с. Марьяновка